# 花月佳期 (1995年電影)
《花月佳期》，台灣片名為《電線桿有鬼》，是1995年上映的一部香港古裝愛情喜劇電影，由徐克執導，吳奇隆、楊采妮領銜主演。總票房$5,126,023港元，位於該年香港中文片票房排行榜的第44名。本片獲提名第15屆香港電影金像獎最佳男配角（葛民輝）及最佳原創電影音樂。

## 故事簡介
江继威（吴奇隆饰）和洪欣欣（杨采妮饰）同在七夕节去月老庙求姻缘，江继威对外表清纯的张小盈（张庭饰）一见钟情，
却因失神撞了想要偷拿红绳的欣欣，恼火的欣欣旋即对其展开“报复”行为，两人变成见面就吵的冤家。
两星期后(七月二十三)，欣欣在戏台上練習吊嗓时，却看见了江继威的鬼魂在台下鼓掌，原来江继威上了张小盈的当，被卷入抢劫案中慘被灭口(七月初八)。
不甘心的江继威借助电线回到阳间，歪打正着跑到欣欣所在的剧院。他希望欣欣可以帮他回到过去，挽回自己被杀的命运。
欣欣最终经不住江继威的恳求，和他一起回到了两星期前。

## 角色
| 演員   | 角色   |
| 吳奇隆 | 江繼威 |
| 楊采妮 | 洪欣欣 |
| 张 庭  | 張小盈 |
| 葛民輝 | 細 蝦  |
| 何家駒 | 阎罗王 |
| 劉 洵  | 寶哥   |
| 黎彼得 | 蝦叔   |
| 黃一飛 | 老闆   |
| 李惠民 |        |

## 歌曲
| 曲目     | 演唱                                     | 作曲   | 作詞   | 備註   |
| 情可真   | 吳奇隆、楊采妮                           | 胡偉立 | 鍾志榮 | 主題曲 |
| 雪姑七友 | 杨采妮、黎彼得、黄一飞、葛文辉、司徒慧焯 | -      | 黎彼得 | 粵曲   |
| 胡不归   | 黎彼得                                   | -      | 黎彼得 | 粵曲   |

## 獎項
| 年份 | 頒獎典禮             | 獎項             | 名單           | 結果 |
| ---- | -------------------- | ---------------- | -------------- | ---- |
| 1996 | 第15屆香港電影金像獎 | 最佳男配角       | 葛民輝         | 提名 |
| 1996 | 第15屆香港電影金像獎 | 最佳原創電影音樂 | 胡偉立、黃英華 | 提名 |

## 外部連結
- 香港影庫上《花月佳期》的資料（繁體中文）
- 開眼電影網上《電線桿有鬼》的資料（繁體中文）
- 開眼電影網上《電線桿有鬼》的資料（繁體中文）
- 豆瓣电影上《花月佳期》的資料 （简体中文）
- 时光网上《花月佳期》的資料（简体中文）
- 爛番茄上《花月佳期》的資料（英文）
- 互联网电影数据库（IMDb）上《花月佳期》的资料（英文）